# Teatro Giuseppe Borgatti
Il Teatro Giuseppe Borgatti è un teatro situato a Cento, in provincia di Ferrara.

## Storia

### La tradizione teatrale centese
La tradizione teatrale centese, assai ricca e complessa, risale probabilmente al Cinquecento: è possibile, infatti, che già in questo periodo in occasione del carnevale e della locale fiera di settembre si siano tenute rappresentazioni sulla piazza e in palazzi sia pubblici che privati. Successivamente, nel secolo XVII essa è legata alle numerose accademie che a Cento sorsero e si svilupparono in quel periodo.
Dopo il 1598, Cento venne reintegrata da papa Clemente VIII nel territorio pontificio. La nuova prospettiva di pace predispose i centesi ad apprestare, negli anni seguenti, magnifiche giostre e pompose mascherate durante il carnevale, mentre i più colti e benestanti si riunirono in accademie.
La prima di queste accademie si chiamò "Accademia della Notte" ed i suoi membri pare cominciassero a riunirsi nel 1610. Negli anni 1613-14 don Troilo Cabei, per vivificare gli accademici notturni, promosse a proprie spese due rappresentazioni che furono allestite nella Chiesa di San Biagio: Il lugubre martirio di Cristo e Li tragici concerti d'Orbecco. L'apparato pare fosse magnifico, tanto che per ben cinque o sei volte la scena fu mutata. Negli anni successivi furono rappresentate I Novissimi e Il Martirio di San Giovanni Battista. Nel 1618, grazie ancora all'opera del Cabei, fu data vita alla "Accademia dell'aurora": questa ebbe a sua disposizione da Bartolomeo Fabri un'ampia sala con tre stanze più piccole. La residenza fu inaugurata nel 1620 con la recita della favola Il trionfo di Rosolemina, che a quanto pare conquistò i cuori degli astanti. L'anno successivo fu recitata la favola pastorale I figliuoli d'Aminta del bolognese Ercole Pellicciari; in seguito gli accademici auroristi misero in scena Il pastor fido di Giovan Battista Guarini, La Clorinda e Il Solimano. Nel 1634 l'accademia si scisse a causa delle discordie tra il Bianchi e il Cabei, e quest'ultimo, dopo aver tentato invano di fondare una nuova accademia, fu costretto ad abbandonare Cento. Bianchi si adoperò per mettere in scena varie rappresentazioni, di cui piacquero soprattutto La Taide convertita, ch'era adornata di begli intermezzi, l'Atamante e la Bradamante, anche questa con intermezzi. Nel 1651 Cabei ritornò a Cento, riuscendo questa volta a fondare la "Accademia del sole": tra questa e quella dell'Aurora cominciò immediatamente una gara. Nel 1693 queste accademie, in quanto tali, erano praticamente cessate; tuttavia gli accademici, conservando gli antichi nomi, continuarono a riunirsi, ma solo con l'intento di recitare commedie e per prendere parte a giostre e tornei carnevaleschi.
Nel 1700 gli accademici dell'Aurora presero in affitto il teatro del senatore Sampieri bolognese, che si trovava nel vicolo delle Beccarie, poi via del Teatro. Lo restaurarono e lo abbellirono con sontuosi scenari dipinti dal bolognese Orlandi e lo inaugurarono con l'opera in musica La ninfa bizzarra, che risultò assai gradita: a Cento non s'era mai vista una cosa simile. Nel 1716 il dottore Carlo Vicini, aurorista, volle dare all'accademia una residenza sontuosa, fece perciò costruire a sue spese un decoroso e spazioso teatro che, abbellito dagli scenari del Bibiena, fu denominato dell'Aurora. L'inaugurazione si fece con le opere in musica La nemica amante e La moglie fortunata.
Gli accademici del Sole si radunavano nella Chiesa del Rosario, dove, nel 1711, furono recitate La vergine parigina ossia l'amazzone del celibato, opera sacra in prosa di Simone Giani Fiorentino, e La schiavitù fortunata di padre F.M. Galeazzi, domenicano.
Si può con ragione affermare che, in questo periodo, Cento gareggiava con le prime città italiane nel mettere in scena quanto di più scelto componevano gli autori lirici e drammatici del Settecento. Tutte queste accademie godettero in diversi periodi della protezione di potenti patrizi bolognesi, quali per esempio il conte Lucio Malvezzi, il marchese Giuseppe Spada, il conte Filippo Pepoli, il conte Malvasia e il principe Filippo Hercolani. In tempi più recenti, alla fine del Settecento, troviamo funzionante a Cento il Teatro Majocchi, in cui, nell'aprile del 1798, si rappresenta il dramma giocoso per musica Il poeta di villa di Luigi Caruso. Vi si fanno balli e, nel settembre del 1802, vi si rappresenta il dramma giocoso Le cantatrici villane, con musica di Valentino Fioravanti.
Nel 1831 il Comune acquista per mille scudi questo teatro da Giulio Majocchi. Lo fa restaurare ed affida i lavori di decorazione ai centesi Giovanni Borgatti e Antonio Guandalini. L'inaugurazione avviene in occasione della tradizionale fiera di settembre, con l'opera Il Barone di Dolscheim, di cui è interprete principale Giovanni Bonini dell'Accademia Filarmonica di Parma. Le stagioni teatrali si susseguono con una certa regolarità, concentrandosi quasi esclusivamente in autunno, durante la fiera. Nel settembre del 1843 si rappresenta Nina, o sia La pazza per amore, nel 1845 la Lucia di Lammermoor, con la partecipazione dell'allora celebre tenore Agostino Della Cella; l'anno successivo è la volta delle opere in musica Ernani e I Foscari; nel 1847, durante le ultime recite de Il giuramento, negli intermezzi e fra l'entusiasmo del pubblico, è cantato un inno a Pio IX. Nel febbraio 1849 viene rappresentato il Radetzky cacciato da Milano. Nel luglio del 1852 tenne un corso di recite la compagnia drammatica diretta da Luigi Pezzana.

### Il nuovo teatro comunale

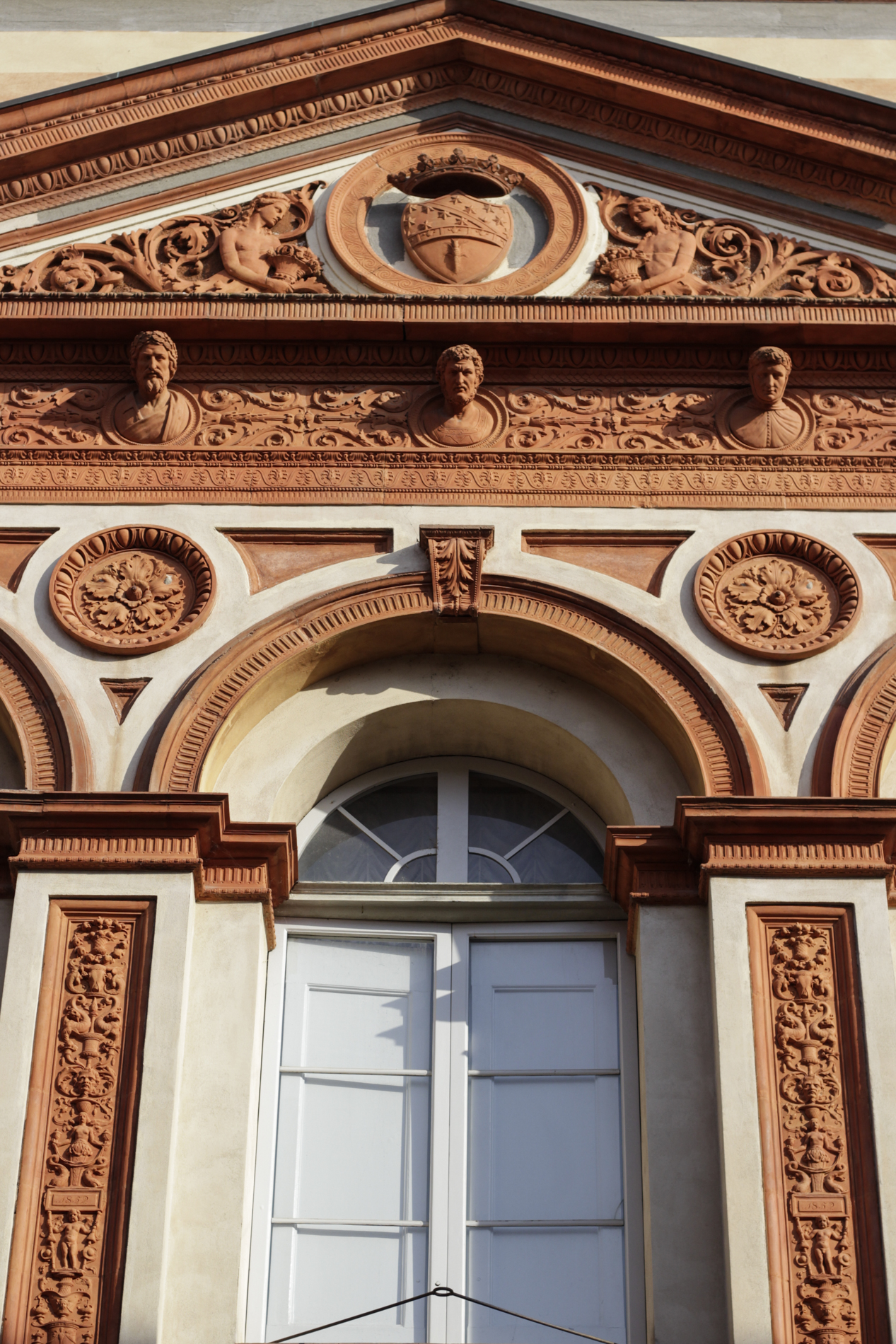
Facciata del teatro comunale (particolare)

Il 26 novembre 1856 il Comune decreta la costruzione di un nuovo teatro comunale, al cui progetto lavora l'ingegnere Antonio Giordani di Cento, in collaborazione con Fortunato Lodi. Quanto all'ex Teatro Majocchi (poi Comunale), sarà ricostruito nel 1874 su progetto dello stesso Giordani e prender il nome di Teatro Sociale; nel 1924, ormai abbandonato, sarà ceduto ad un privato che lo trasformerà in cinema - varietà.
Il nuovo Teatro Comunale fu inaugurato nel settembre 1861 con l'Isabella D'Aragona di Carlo Pedrotti e La traviata di Giuseppe Verdi, dirette dal maestro Leone Sarti. Le decorazioni in terracotta furono eseguite dalla ditta A. Boni e C. di Milano. Gli scenari furono opera dei centesi Gaetano Malagodi e Riccardo Fontana.
Le stagioni teatrali, che come sempre si concentravano nell'autunno, comprendevano soprattutto opere e, in misura minore, per quanto ci è dato di sapere, balletti e prosa. Alcune rappresentazioni furono addirittura memorabili, per esempio La favorita di Gaetano Donizetti, interpretata da Isabella Galletti Gianoli, nel 1865; il Mefistofele di Arrigo Boito, con il tenore G. Cremonini, nel 1891; il soprano Maria di Nunzio, dopo un'entusiasmante interpretazione della Gioconda, nel 1896, fu portata addirittura in trionfo.
Tra le presenze illustri registrate nel teatro di Cento si ricorda quella di Giacomo Puccini, che nel settembre 1923 vi si recò per assistere alla rappresentazione del Manon Lescaut.
Nel 1924 il teatro fu intitolato a Giuseppe Borgatti, celebre tenore nativo di Cento, al quale nel 1933 fu dedicato anche un piccolo museo, tuttora collocato nelle sale del ridotto.
Nel 1964 al teatro di Cento, ormai da tempo inserito nei circuiti delle più importanti compagnie d'opera e di prosa, viene revocata l'agibilità per motivi di statica. Adeguatamente restaurato è stato riaperto al pubblico nella primavera del 1974. Nel corso di questo recupero è stato purtroppo rifatto il palcoscenico con struttura portante in cemento armato, assai nociva per l'acustica e per l'elasticità del piano scenico. Anche le graticciate ottocentesche sono state rimosse e sostituite. Resta invece, fortunatamente, l'originario meccanismo per il sollevamento della platea (purtroppo semisommerso da strutture per l'impianto termico). Restano pure le macchine per il rumore della pioggia e del tuono, di fattura singolarmente raffinata.

## Architettura

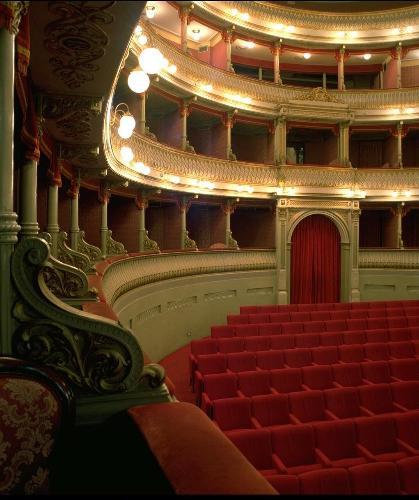
Interno del Teatro Borgatti

All'esterno l'edificio, dipinto a strisce ocra e siena bruciata, presenta una ricca decorazione in terracotta costituita da fregi collocati sopra le colonne del portico d'ingresso e sui contrafforti che reggono le arcate al primo piano; fregi corrono anche attorno alle finestre e lungo i cornicioni, la decorazione che sormonta l'arcata superiore è arricchita da medaglioni con teste in rilievo.
L'interno presenta una struttura semplice ed elegante: la sala ha pianta a ferro di cavallo circondata da tre ordini di palchi più loggione. Una semplice decorazione a stucco orna i parapetti dei palchi, mentre è assai interessante l'originale soffitto con elementi in legno intagliato e dipinto (testa di leone, tralci e altri temi).
Pure interessante è la ricca decorazione a stucco che torna nei capitelli di atri, ridotti e scale.
Il sipario, che tuttora si conserva, fu dipinto dal bolognese Antonio Mussi, il quale vi rappresentò la Visita della regina Cristina di Svezia allo studio del Guercino in Bologna.